# High 'n' Dry
| Recensione   | Giudizio |
| ------------ | -------- |
| AllMusic     |          |
| Sputnikmusic |          |

High 'n' Dry è il secondo album in studio del gruppo musicale britannico Def Leppard, pubblicato l'11 luglio 1981 dalla Mercury Records. Si tratta dell'ultimo lavoro del gruppo registrato con Pete Willis come chitarrista a tempo pieno, nonché del primo disco inciso assieme allo storico produttore Robert John "Mutt" Lange. Raggiunse la posizione numero 38 della Billboard 200 negli Stati Uniti e la numero 26 della Official Albums Chart nel Regno Unito.
L'ottava traccia dell'album, On Through the Night, come si può intuire dal titolo, è un brano escluso dal lavoro precedente. La quinta traccia, Switch 625, è invece un intermezzo musicale firmato dal chitarrista Steve Clark, diventato molto noto soprattutto nelle esibizioni live di quel periodo.
La traccia High 'n' Dry (Saturday Night) è stata classificata come 33ª nella lista delle più grandi 40 canzoni Metal stilata da VH1.

## Ristampa 1984
Dopo il successo di Pyromania, High 'n' Dry venne ristampato il 31 maggio 1984 con l'aggiunta di due tracce bonus:
- Bringin' On the Heartbreak (Remix), essenzialmente la stessa registrazione dell'originale, con alcune sovraincisioni di pochi sintetizzatori. Il remix è stato pubblicato nel 1984 come singolo, piazzandosi alla numero 61 della Billboard Hot 100 negli Stati Uniti.[7]
- Me & My Wine (Remix), il lato B del singolo originale di Bringin' On the Heartbreak del 1981.

Per entrambi i brani furono realizzati dei videoclip, con il chitarrista Phil Collen (che non era nella band al momento della registrazione dell'album). I due brani bonus sono stati poi cancellati dalle successive ristampe dell'album.

## Tracce
1. Let It Go – 4:43 (Pete Willis, Steve Clark, Joe Elliott)
2. Another Hit and Run – 4:59 (Rick Savage, Elliott)
3. High 'n' Dry (Saturday Night) – 3:27 (Clark, Savage, Elliott)
4. Bringin' On the Heartbreak – 4:34 (Clark, Willis, Elliott)
5. Switch 625 – 3:03 (Clark)
6. You Got Me Runnin – 4:23 (Willis, Clark, Elliott)
7. Lady Strange – 3:39 (Willis, Clark, Rick Allen, Elliott)
8. On Through the Night – 5:06 (Clark, Savage, Elliott)
9. Mirror, Mirror (Look into My Eyes) – 4:08 (Clark, Elliott)
10. No No No – 3:13 (Savage, Willis, Elliott)

Tracce bonus della ristampa del 1984
1. Bringin' On the Heartbreak (Remix) – 4:34 (Clark, Willis, Elliott)
2. Me & My Wine – 3:40 (Savage, Clark, Elliott)

## Formazione
Gruppo
- Joe Elliott – voce
- Steve Clark – chitarra solista
- Pete Willis – chitarra ritmica
- Rick Savage – basso
- Rick Allen – batteria

Produttori
- Robert John "Mutt" Lange – produzione
- Mike Shipley – ingegnere del suono
- Hipgnosis – copertina